# Augochloropsis brachycephala
Augochloropsis brachycephala là một loài Hymenoptera trong họ Halictidae. Loài này được Moure mô tả khoa học năm 1943.